# Theridion vossi
Theridion vossi är en spindelart som beskrevs av Embrik Strand 1907. Theridion vossi ingår i släktet Theridion och familjen klotspindlar.
Artens utbredningsområde är Kamerun. Inga underarter finns listade i Catalogue of Life.